# Stadion Bazaly
Das Stadion Bazaly (auch bekannt als Stadion na Bazalech) ist ein Fußballstadion in der tschechischen Stadt Ostrava, Region Moravskoslezský kraj. Der Fußballverein FC Baník Ostrava trug hier von 1959 bis 2015 seine Heimspiele aus. Nach einem Umbau dient es als Trainingsstätte des Vereins. Benannt ist das Stadion nach der Lokalität Bazaly.

## Geschichte
Das Stadion wurde von 1957 bis 1959 in mehreren Etappen erbaut. Das erste Spiel fand am 19. April 1959 statt, Baník Ostrava unterlag Spartak Ústí nad Labem mit 2:3. 1967 betrug die Kapazität 28.500, davon waren 25.000 Stehplätze. Das erste Länderspiel im Stadion Bazaly fand am 1. Juni 1977 statt. Die Tschechoslowakei trennte sich von Österreich torlos. 1988 und erneut 1994 wurde die Tribüne umgebaut. 2003 kam es zu einer umfassenden Modernisierung, bei der auch neue Sitze installiert wurden. Seitdem ziert der Schriftzug FCB die Gegengerade; weiße Sitze bilden die drei Buchstaben, außenrum befinden sich blaue Sitze.
Am 16. August 2000 wurde das einzige Länderspiel der tschechischen Fußballnationalmannschaft im Bazaly ausgetragen. Die Tschechen unterlagen in einen Freundschaftsspiel Slowenien mit 0:1. Im Jahr 2003 fanden die letzten Renovierungsmaßnahmen statt. Das Stadion entsprach nicht mehr den aktuellen Anforderungen der UEFA. Für die Europapokalspiele 2004 erteilte die UEFA eine Ausnahme. Eine umfangreiche Renovierung oder ein Stadionneubau wären sehr kompliziert und teuer geworden. Der Grund dafür ist die spezielle Lage des Stadions, das an der Ost-, Nord- und Westseite von einer Hauptstraße eng umschlossen war. Ab der Saison 2011/12 durften nur noch tschechische Liga- und Pokalspiele in der Anlage stattfinden. Bis zum Ende der Saison 2014/15 nutzte Baník Ostrava das Stadion Bazaly.
Am 30. Mai 2015 trat Baník Ostrava zum letzten Mal zu einem Spiel in der 56 Jahre alten Anlage an. Die Liga-Partie gegen den FK Dukla Prag endete mit einem 1:1-Unentschieden. Kurios ist allerdings der Fakt, dass dieses Spiel nicht abgepfiffen wurde, da die Ultras das Spielfeld kurz vor Ende stürmten und einen Spielabbruch erzwangen. Insgesamt trug Baník im Stadion 819 Partien aus. Dadurch ergab sich eine Bilanz von 477 Siegen, 209 Unentschieden und 133 Niederlagen. Die Tordifferenz betrug 1507:684. Der Abriss fand Mitte 2018 statt. Eine neue Heimat fand der FC Baník Ostrava mit dem Městský stadion – Vítkovice Aréna des 2012 aufgelösten Stadtrivalen FC Vítkovice.
Von 2018 bis 2019 wurde das Gelände des Stadions Bazaly von der Stadt für 330 Mio. CZK (ca. 13,3 Mio. €) umgebaut. Seitdem wird es von den Mannschaften von Baník Ostrava als Trainingsstätte sowie dem tschechischen Fußballverband FAČR für die Fußballakademie im Moravskoslezský kraj genutzt. Die neue Haupttribüne bietet 450 Sitzplätze.